# Stazione di Piedipaterno-Vallo di Nera
Stazione di Piedipaterno-Vallo di Nera vasútállomás Olaszországban, Umbria régióban, Vallo di Nera településen.

## Vasútvonalak
Az állomást az alábbi vasútvonalak érintik:
- Spoleto-Norcia-vasútvonal

## Kapcsolódó állomások
A vasútállomáshoz az alábbi állomások vannak a legközelebb: 